# 凯特·霍兰
凯特·霍兰（英語：Kate Horan，1975年6月9日—），新西兰女子自行车、田径运动员。她曾代表新西兰参加2004年、2008年和2016年夏季残疾人奥林匹克运动会，其中2008年夏季残奥会获得一枚银牌。